# Anting
Anting (kinesiska: 安亭) är en köping i Kina. Den ligger i Jiading i storstadsområdet Shanghai, i den östra delen av landet, omkring 29 kilometer väster om den centrala stadskärnan. Antalet invånare är 232 503. Befolkningen består av 101 546 kvinnor och 130 957 män. Barn under 15 år utgör 8,0 %, vuxna 15-64 år 85 %, och äldre över 65 år 5,0 %.